# مجموعة أي بي إيه
مجموعة أي بي إيه هي شركة تقنية معلومات دولية تأسست في عام 1993 في مينسك، بيلاروس. تتركز مجالات الشركة في تطبيقات الشركات، وأنظمة الحواسيب الرئيسية، وحلول SAP، وتقنيات السحابة، وحلول RPA/ML/AI.
يتواجد المقر الرئيسي للشركة في براغ، جمهورية التشيك منذ عام 2005. وتمتلك الشركة مكاتب في 16 دولة ومراكز تطوير في عشر دول.

## التاريخ
تأسست المجموعة في عام 1993 كشراكة بين الشركة ومؤسسات تقنية معلومات محلية. منذ عام 1998، بدأت الشركة في فتح مكاتب دولية، مثل مكتبها ماونتن فيو، كاليفورنيا. في عام 1999، تم إطلاق مركز تطوير في براغ، جمهورية التشيك. وفي نفس العام، انسحبت شركة IBM كمالك جزئي من الشركة، في حين ضلت شريكها التجاري الرئيسي. وفي عام 2000، تم افتتاح مكتب IBA IT GmbH في دوسلدورف، ألمانيا.
في عام 2005، افتتح المقر الرئيسي للمجموعة في براغ، وفي نفس الوقت، توسع مكتب التشيك ليشمل فرعًا في برنو، جمهورية التشيك. في عام 2010، تم افتتاح مكتب في أستانا. وفي عام 2012، تم افتتاح مكتب أوكراني في كييف، وفي عام 2013، تأسس المكتب الجنوب أفريقي في جوهانسبرغ. في عام 2014، انضمت المجموعة إلى الجمعية الدولية للمحترفين في مجال التعهيد الخارجي.
في عام 2015، افتتحت المجموعة مكتبًا في براتيسلافا في سلوفاكيا وأوسترافا في الجمهورية التشيكية. وفي عام 2017، انتقل المكتب التشيكي إلى مكتب جديد في براغ. وفي نفس العام، افتتحت المجموعة مركز تطوير في بلغاريا.
في عام 2018، انضمت المجموعة إلى شبكة الأمم المتحدة للعقود العالمية. وفي عام 2021، أصبحت الشركة مقيمة في مجمع أستانا هاب التكنولوجي وافتتحت مركز تطوير في فروتسواف، في بولندا. وفي عام 2022، افتتحت الشركة مكتبًا في وارسو، بولندا، وIBA ME، مكتبًا في الإمارات العربية المتحدة.
في عام 2022، بدأت الشركة عملية إعادة تسمية مقر منشئها في بيلاروس. تم فتح مكاتب تمثيلية ومراكز تطوير في جورجيا، وكرواتيا، وليتوانيا، وصربيا.

## تقنية
تمتلك المجموعة منصة سحابية خاصة ومراكز بيانات لتقديم خدمات السحابة وحل روبوتي يقوم بتطوير ونشر وتشغيل ومراقبة الروبوتات البرمجية. استنادًا إلى التعاون الطويل الأمد مع شركة فيزا، طورت المجموعة سلسلة من حلول الدفع المحمولة.

## تاب إكس فون وتقنية الدفع الرقمي
تاب إكس فون هو حل للدفع الرقمي خالٍ من الأجهزة، يحول أي هاتف ذكي يعمل بنظام أندرويد ويدعم الاتصال القريب المدى إلى جهاز دفع. باستخدام تاب إكس فون، يمكن للشركات الصغيرة وأصحاب الأعمال الفردية قبول المدفوعات غير الملموسة عبر فيزا، وماستركارد أو أنظمة دفع أخرى. تم تطوير الحل من قبل المجموعة، ويستند الحل على تقنية فيزا تاب إلى الهاتف. الحل متوافق مع معيار PCI CPoC، ومعتمد من فيزا وماستركارد.
نفذت المجموعة تاب إكس فون في أوكرانيا، وكازاخستان، ومولدوفا، وسلوفاكيا، ولاتفيا، وليتوانيا، وإستونيا، وصربيا، وبلغاريا، وأذربيجان، واليونان، وكوسوفو، وكرواتيا، وألبانيا، ونيجيريا.